# Andranik Megrabjan
Andranik Ambarcumowicz Megrabjan (orm. Անդրանիկ Համբարձումի Մեհրաբյան, ros. Андраник Амбарцумович Меграбян, ur. 1904 w Szulaweri, zm. 1986) – rosyjski lekarz psychiatra.
Ukończył studia na wydziale medycznym Północno-Kaukaskiego Uniwersytetu w Stawropolu. Następnie specjalizował się w psychiatrii, był uczniem Juszczenki i Korganowa. W 1941 roku został doktorem medycyny. Po zakończeniu działań wojennych skierowany do Erywania z zadaniem organizacji kliniki psychiatrycznej. Został kierownikiem katedry psychiatrii Uniwersytetu w Erywaniu, pełnił też funkcję rektora Erywańskiego Instytutu Medycznego.
Zajmował się różnorodnymi zagadnieniami psychiatrycznymi i neuropsychiatrycznymi, m.in. schizofrenią, padaczką, alkoholizmem, uszkodzeniami ośrodkowego układu nerwowego, zespołem depersonalizacji. Był autorem około 140 prac naukowych, w tym 9 monografii.

## Wybrane prace
- О природе индивидуального сознания (1959)
- Деперсонализация. Ер., 1962
- Общая психотатология. Москва: Медицина, 1972
- Личность и сознание. М., 1978
- Очерки по теории психологии и психиатрии. Айастан, 1984
- Психодиагностика экспрессивного поведения. СПб., 2001